# Олейник, Геннадий Дмитриевич
Геннадий Дмитриевич Олейник (род. 2 августа 1947, Жолква, Львовская область) — российский политик, член Совета Федерации (2013—2014).

## Биография
Окончил Харьковский политехнический институт в 1971 г.;
1971—1973 — прораб монтажно-наладочного управления объединения «Союзнефтеавтоматика» (г. Нефтеюганск Тюменской области);
1973—1975 — служба в Советской Армии;
1975—1976 — заместитель начальника цеха в нефтегазодобывающем управлении «Правдинскнефть»;

### Политическая карьера
Представитель в Совете Федерации Федерального Собрания РФ от правительства Ханты-Мансийского автономного округа с июня 2001 г., первый заместитель председателя Комитета по делам Севера и малочисленных народов, член Комиссии по методологии реализации конституционных полномочий Совета Федерации;